# Mistrzostwa Polski w Łyżwiarstwie Szybkim w Wieloboju Sprinterskim 1993
12. Mistrzostwa Polski w wieloboju sprinterskim odbyły się w dniach 30-31 stycznia 1993 roku na torze Błonie w Sanoku.

## Kobiety
| Pozycja | Zawodniczka    | Klub                       | 500 m | Pkt. | 1000 m | Pkt. | 500 m | Pkt. | 1000 m | Pkt. | Suma pkt. |
| ------- | -------------- | -------------------------- | ----- | ---- | ------ | ---- | ----- | ---- | ------ | ---- | --------- |
| 01 !    | Ewa Wasilewska | Orzeł Elbrewery Elbląg     |       |      |        |      |       |      |        |      | 176,715   |
| 02 !    | Aneta Rękas    | Orzeł Elbrewery Elbląg     |       |      |        |      |       |      |        |      | 185,625   |
| 03 !    | Aneta Ronek    | Pilica Tomaszów Mazowiecki |       |      |        |      |       |      |        |      | 187,205   |

## Mężczyźni
| Pozycja | Zawodnik           | Klub                       | 500 m | Pkt. | 1000 m | Pkt. | 500 m | Pkt. | 1000 m | Pkt. | Suma pkt. |
| ------- | ------------------ | -------------------------- | ----- | ---- | ------ | ---- | ----- | ---- | ------ | ---- | --------- |
| 01 !    | Paweł Abratkiewicz | Pilica Tomaszów Mazowiecki |       |      |        |      |       |      |        |      | 159,655   |
| 02 !    | Paweł Jaroszek     | Pionki                     |       |      |        |      |       |      |        |      | 162,520   |
| 03 !    | Artur Szafrański   | Orzeł Elbrewery Elbląg     |       |      |        |      |       |      |        |      | 162,545   |